# 北斗利佳
北斗 利佳（ほくと りか、1975年3月28日 - ）は、日本の女性声優。北海道出身。ALBA所属。

## 略歴
81プロデュース演技研究所、Talk back東京校出身。
北海道教育大学卒業。
以前はケンユウオフィスに所属していた。

## 人物
声種はメゾソプラノ。方言は北海道弁。
趣味は旅行。特技はテニス。

## 出演
太字はメインキャラクター。

### テレビアニメ
- それいけ!アンパンマン（キーコちゃん）

### ゲーム
- テイルズ オブ ヴァールハイト（レイ・ゾンネ）

### ドラマCD
- 色街シリーズ珊瑚&猫柳編 傾城秘話 籠の中で～籠の華（遊女）
- エゴイスト・プリンス（侍女）
- きみが恋に堕ちる（女子部員）
- さあ恋に落ちたまえ2（スーパー主任）
- 神官は王に愛される（女官）
- 春を抱いていた5（女性医師）
- ブラザーズ　vol.1（女子中学生）
- ブラザーズ　vol.2（ウェイトレス）

### 吹き替え
- エクスペンダブル・レディズ（メイリン・フォン〈ニコール・ビルダーバック〉）
- ゴシップガール（イヴァンカ・トランプ）
- DEFIANCE/ディファイアンス（スターマ・ター〈ジェイミー・マーレイ〉）
- ミッション:インポッシブル/ローグ・ネイション（女性CIA技師）
- メントーズ 世界の偉人たちからのメッセージ